# Kantō kubō
Kantō kubō (関東公方) (aussi appelé Kantō gosho (関東御所), Kamakura kubō (鎌倉公方), ou Kamakura gosho (鎌倉御所) est un titre équivalent à celui de shogun, porté par Ashikaga Motouji après sa nomination au poste de kanrei de Kantō, ou représentant du shogun pour le Kamakura-fu, en 1349.

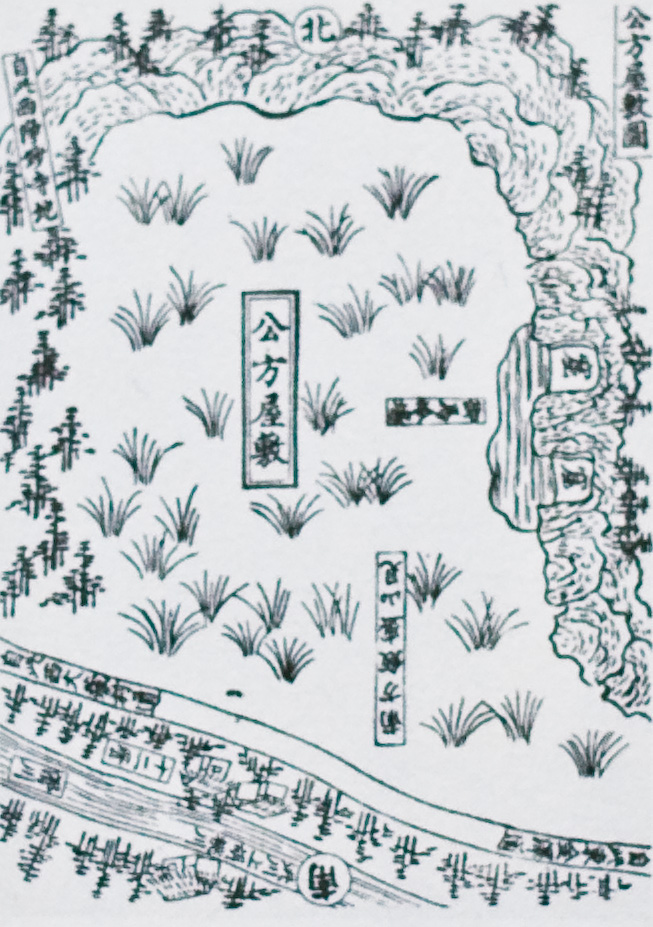
Illustration extraite du Shinpen Kamakurashi indiquant l'endroit à Kamakura où se tenait la résidence du Kantō kubō, encore laissée vide en 1685 par des paysans, pensant qu'il pourrait revenir un jour.

Motouji transfère son titre original à la famille Uesugi qui a auparavant porté le titre héréditaire de shitsuji (執事) et fournira dès lors les Kantō kanrei. Les Ashikaga ont été forcés de s'installer à Kyoto, abandonnant Kamakura et la région de Kantō, en raison de la persistance des difficultés qu'ils ont à garder l'empereur et les loyalistes sous contrôle (voir l'article époque Nanboku-chō). Motouji est envoyé par son père, le shogun Ashikaga Takauji, précisément parce que ce dernier a compris l'importance de contrôler la région de Kantō et veut y installer un dirigeant Ashikaga, mais l'administration de Kamakura se caractérise dès le commencement par sa mentalité rebelle, de sorte que l'idée du shogun ne fonctionne pas vraiment et se révèle contre-productive. Après Motouji, tous les ubō veulent le pouvoir sur l'ensemble du pays, et l'ère des kubō Kanto est donc essentiellement une lutte pour le shogunat entre Kamakura et les branches de Kyoto du clan Ashikaga. En fin de compte, Kamakura doit être repris de force par les troupes de Kyoto. Les cinq kubō dont l'existence est attestée, tous de la lignée de Motouji, sont dans l'ordre Motouji lui-même, Ujimitsu, Mitsukane, Mochiuji et Shigeuji,.

## Création desKantō kubō

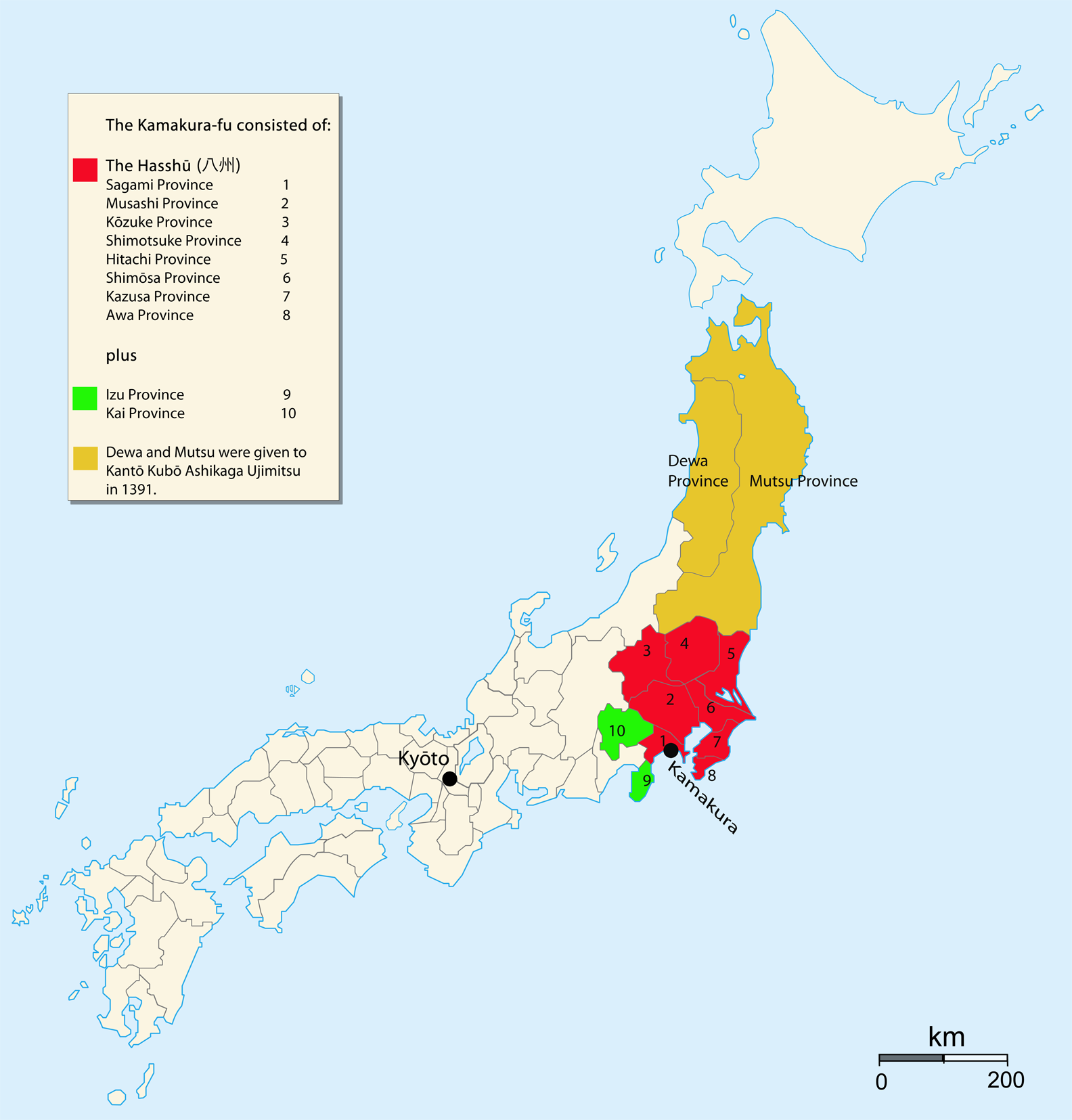
Le Kamakura-fu à l'époque de son extension maximale.

Au cours des premières semaines de 1336 et deux ans après la chute de Kamakura, Ashikaga Takauji, le premier des shoguns Ashikaga, quitte la ville pour Kyoto à la poursuite de Nitta Yoshisada. Il laisse derrière lui son fils de quatre ans, Yoshiakira, comme son représentant à la garde de trois personnes : Hosokawa Kiyouji, Uesugi Noriaki et Shiba Ienaga. Comme les trois lui sont proches par les liens de sang ou de mariages, il croit qu'ils feront en sorte que le Kantō lui reste loyal. Cette initiative divise cependant formellement le pays en deux, donnant à l'est et à l'ouest deux administrations distinctes, toutes deux avec des droits similaires au pouvoir. Non seulement les deux ont des dirigeants Ashikaga, mais Kamakura, jusqu'à très récemment siège d'un shogunat, est encore capitale du Kantō et les sentiments indépendantistes y sont encore forts chez les samouraïs.
En 1349, Takauji appelle Yoshiakira à Kyoto et le remplace par un autre de ses fils, Motouji, à qui il donne le titre de Kantō kanrei ou représentant de Kantō. Au début, le territoire sous son autorité, connu sous le nom Kamakura-fu, comprend seulement les huit provinces de Kantō (le Hasshū (八州), plus celles de Kai et Izu. Plus tard, le Kantō kubō Ashikaga Ujimitsu reçoit du shogunat, pour récompense de son soutien militaire, les deux grandes provinces de Mutsu et Dewa.
L'adjoint du shogun à la région de Kantō a la tâche vitale de la garder sous contrôle. Structurellement, son gouvernement est une version à petite échelle du shogunat de Kyoto et dispose des pouvoirs judiciaire et exécutif complets. Parce que le kanrei est le fils du shogun, gouverne le Kantō et y contrôle l'armée, la zone est généralement appelée « bakufu de Kamakura » (shogunat de Kamakura) et Motouji, shogun (左武衛将軍) ou Kamakura/Kantō gosho, un titre équivalent. Lorsque plus tard, l'habitude d'appeler le shogun kubō s'étend de Kyoto au Kantō, le dirigeant de Kamakura est appelé Kamakura kubō. Le titre kanrei  passe aux shitsuji Uesugi héréditaires,. La première fois que le titre apparaît à l'écrit est dans une entrée d'un document de 1382 intitulé Tsurugaoka Jishoan (鶴岡事書安), au temps du deuxième kubō Ujimitsu. Ce terme est d'abord adoptée par Ashikaga Takauji lui-même et son emploi implique donc l'égalité avec le shogun. En fait, le Kanto kubō est parfois appelé Kantō shogun.

## Instabilité de la région de Kantō
Cette structure du pouvoir à deux têtes intrinsèquement instable est rendue plus problématique encore par les signes permanents d'indépendance de la région de Kantō. Kamakura vient d'être conquise et son désir d'indépendance est toujours fort. Par ailleurs, beaucoup des Ashikaga de Kamakura étaient partisans de Ashikaga Tadayoshi, le frère décédé du shogun, et n'apprécient guère le régime de Takauji. Par conséquent, après la mort de Motouji, Kamakura fait clairement savoir qu'elle ne veut pas être gouvernée par Kyoto. Les intentions des Kantō Ashikaga sont évidentes lorsqu'ils confisquent l'Ashikaga-no-shō, la propriété foncière familiale dans la province de Shimotsuke qui a donné son nom à tout le clan,. Le deuxième kubō Ujimitsu et ses descendants essayent d'étendre leur influence, provoquant une série d'incidents. À l'époque du troisième shogun, Yoshimitsu, la branche Kamakura du clan Ashikaga est regardée avec suspicion. La tension continue de monter jusqu'à ce qu'elle en vienne à l'affrontement entre le sixième shogun, Yoshinori, et le quatrième kubō, Mochiuji. Mochiuji, qui espère succéder à Ashikaga Yoshimochi comme shogun, est dépité en voyant Yoshinori lui « voler » le poste. Pour exprimer son mécontentement, il refuse d'utiliser le nom de l'ère du nouveau shogun (nengō). En 1439, Yoshinori envoie son armée dans le Kantō où Mochiuji est défait et contraint au suicide. 
En 1449, Kyoto fait un dernier effort pour que fonctionne le système. Shigeuji, dernier descendant de Motouji, est nommé Kantō kubō et envoyé à Kamakura. Cependant, la relation entre lui et les Uesugi est tendue dès le début et culmine avec l'assassinat par Shigeuji de Uesugi Noritada, assassinat qui fait sombrer la région de Kantō dans le chaos (voir aussi l'article incident de Kyōtoku). En 1455, Shigeuji est déposé par les forces de Kyoto et doit s'enfuir à Koga dans la province de Shimōsa, d'où il dirige une rébellion contre le shogunat. Cela marque la fin du Kantō kubō. Le titre survit mais le pouvoir effectif est aux mains des Uesugi.
Parce qu'il n'est plus Kantō kubō, Shigeuji se fait désormais appeler Koga kubō. En 1457, Ashikaga Yoshimasa, le huitième shogun, envoie son frère cadet Masamoto avec une armée pour pacifier le Kantō, mais Masatomo n'a pas même la possibilité d'entrer dans Kamakura. C'est le début d'une ère appelée époque Sengoku au cours de laquelle le Kantō et Kamakura sont dévastés par une série de guerres civiles.

## Liste (partielle) des titulaires du poste
- Ashikaga Yoshiakira (1336-1349)
- Ashikaga Motouji (1349-1367)
- Ashikaga Ujimitsu (1367-1398)
- Ashikaga Mitsukane (1398-1409)
- Ashikaga Mochiuji (1409-1439)
- Ashikaga Shigeuji (1439-1455)

## La résidence duKantō kubōà Kamakura
35° 19′ 08,44″ N, 139° 34′ 27,32″ E

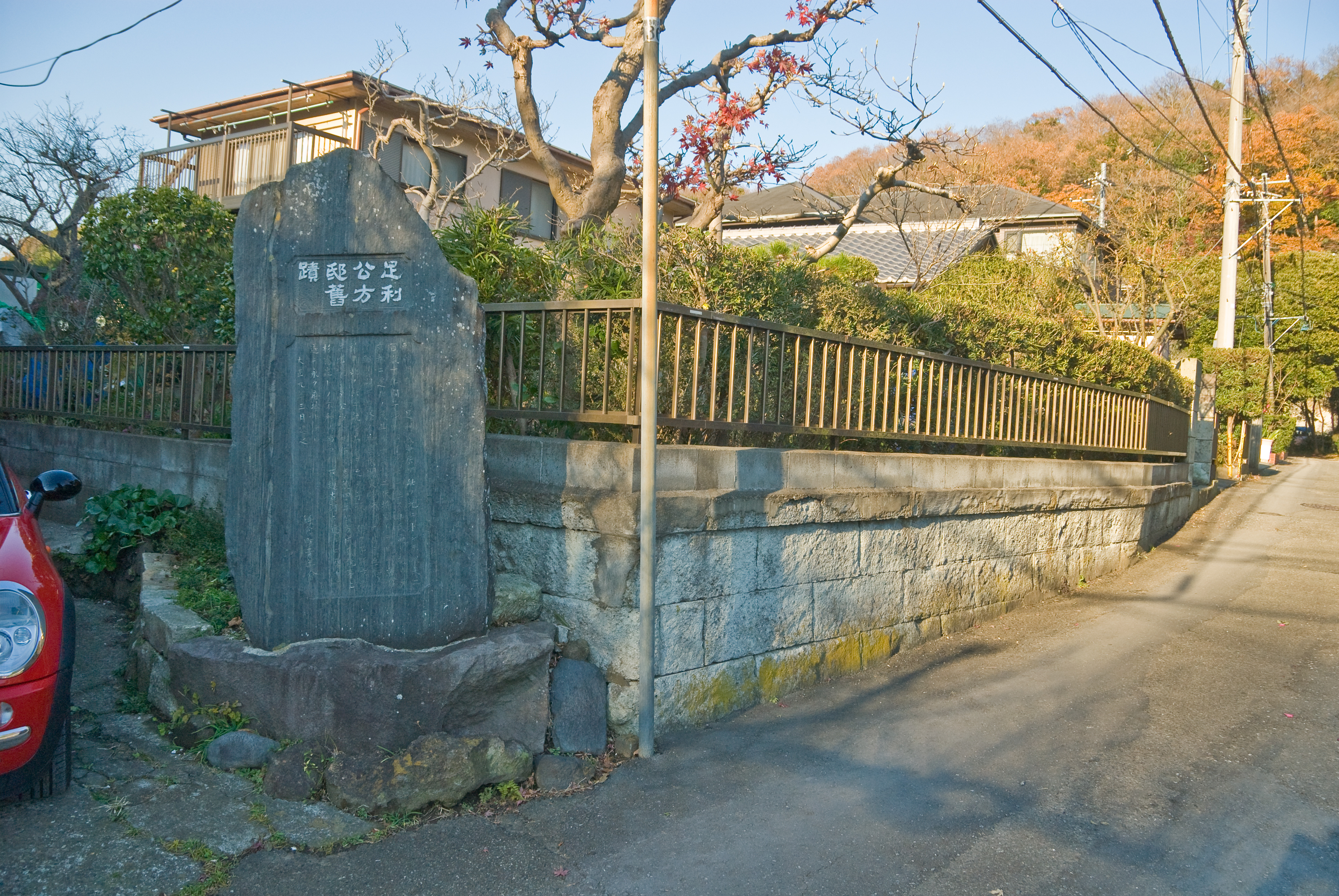
Stèle indiquant l'endroit à Kamakura où se tenait la résidence du kubō.

À l'emplacement de la résidence de l'ancien Kantō kubō à Kamakura se tient une stèle mémoriale noire portant l'inscription :

Après que Minamoto no Yoritomo a fondé son shogunat, Ashikaga Yoshikane fait de cet endroit sa résidence. Ses descendants y résident aussi pendant plus de 200 ans par la suite. Après qu'Ashikaga Takauji est devenu shogun et s'est installé à Kyoto, son fils et deuxième shogun Yoshiakira décide lui aussi de vivre ici. Yoshiakira, frère cadet de Motouji devient alors Kantō kanrei et commande son armée de cet endroit. Cela devient une tradition pour tous les Ashikaga qui suivent. Ils se donnent eux-mêmes, d'après la mode de Kyoto, le titre de kubō. En 1455, le kubō Ashikaga Shigeuji, après avoir affronté Uesugi Noritada, s'installe dans le shimōsa d'Ibaraki et la résidence est démolie.
Érigé en mars 1918 par le Kamakurachō Seinendan

Adresse : Jōmyōji 4-2-25, près du pont Nijinohashi.
L'emplacement se situe à proximité du fond d'une vallée très étroite et donc facilement défendable. Le proche col d'Asaina garantit une évasion facile en cas de siège. Selon le Shinpen Kamakurashi, guide publié en 1685, plus de deux siècles après que Shigeuji s'est échappé, l'endroit où se trouvait la résidence du kubō est laissé inoccupé par les paysans locaux dans l'espoir qu'il revienne un jour.